# サンタバーバラ郡
サンタバーバラ郡（サンタバーバラぐん、英語: Santa Barbara County）は、アメリカ合衆国カリフォルニア州南部、太平洋岸に面している郡。北部をサンルイスオビスポ郡、東部をベンチュラ郡、北東部をカーン郡と接する。人口は44万8229人（2020年）。

## 地理
面積は9,814平方キロ、太平洋に浮かぶチャンネル諸島の8島も含む。

## 都市
サンタバーバラ郡には下記の市と、市制施行されていないいくつかの町村がある。主な市は下記の通り。
- サンタマリア
- サンタバーバラ（郡庁所在地）
- ロンポク
- ゴリータ
- グアダループ（英語版）
- ソルバング